# Колесник Андрій Лук'янович
Андрі́й Лук'я́нович Коле́сник (нар. 5 січня 1937, с. Везденьки, Хмельницька область) — інженер-механік, педагог, тренер з боротьби, Заслужений вчитель України (1993).

## Біографія
Народився 5 січня 1937 року в селянській родині села Везденьки Чорноострівського району Хмельницької області.
Закінчив Новоушицький технікум механізації сільського господарства (з відзнакою) і Дніпропетровський сільськогосподарський інститут.
Після закінчення інституту у 1963 р. був направлений на роботу в Новоукраїнську райсільгосптехніку (Кіровоградська обл.).
Цього ж року виконав норматив майстру спорту СРСР з класичної боротьби.
У 1964 р. переведений на викладацьку роботу в Кіровоградський технікуму механізації сільського господарства (нині — Кропивницький коледж механізації сільського господарства) і пропрацював у ньому 52 роки.
Викладав предмет «Механізація та електрифікація молочнотоварних ферм», створив лабораторію зі стендом механізованого доїння корів.
П'ять років очолював також спецвідділення по підвищенню кваліфікації фахівців з переробки і зберігання продукції молочнотоварних ферм з усього Радянського Союзу.
18 років вів секцію з класичної боротьби.
Автор і співавтор трьох навчальних посібників.

## Праці
- Курсовое и дипломное проектирование. — 2-е изд. / А. Л. Колесник, В. Г. Шаманский. — Москва: Колос,1983. — (рос.)
- Практикум по механизации животноводства / А. Л. Колесник. — Москва: Агропромиздат, 1987. — (рос.)
- Механизация и автоматизация животноводства / Г. М. Кукта, А. Л. Колесник, С. Г. Кукта. — Київ: Вища школа. 1990. — (рос.)

## Нагороди
- 13 березня 1993 року присвоєне почесне знання Заслужений Вчитель України.